# Juan de Dios de Ayala y Toledo
Juan de Dios de Ayala y Toledo (b. Ciudad de Panamá, Panamá, 1759 - Cartago, Costa Rica, 1819), fue un militar panameño, gobernador de las provincias de Veragua y de Costa Rica.
Fue hijo de Félix José de Ayala Medina y Calderón y María Josefa de Gudiño y Toledo, quienes casaron el 23 de febrero de 1743 en la Ciudad de Panamá. No contrajo matrimonio, pero en Costa Rica tuvo una hija extramatrimonial con Luisa Ocaña (o Corrales), llamada María Paula de las Mercedes Ayala (1814-1866), que casó con Eusebio Prieto y Ruiz., quien fue presidente de la Corte Suprema de Justicia de Costa Rica.
Por dispensa concedida por el rey don Carlos III, entró al servicio como cadete a la edad de diez años y dos meses. Fue ayudante mayor del batallón de infantería fijo de Panamá. Llegó a alcanzar el grado de capitán. Posteriormente fue coronel de los reales ejércitos y caballero de la Orden de Santiago.
En 1798 fue nombrado gobernador interino de Veragua. El 1.º de mayo de 1798 dirigió una carta reservada a don Manuel Godoy, príncipe de la Paz, para denunciar la existencia en Panamá de continuos contrabandos en que estaban mezclados el comandante general Antonio Narváez, los oficiales reales y catorce sujetos más, por lo que la ciudad estaba miserable y el oro y plata iban a Jamaica. El 3 de septiembre de 1798 el rey Carlos IV lo nombró gobernador en propiedad de la provincia de Veragua.
En 1809 fue nombrado gobernador de Costa Rica, cargo que ejerció desde 1810 hasta su muerte. Durante su administración se fundó la Casa de Enseñanza de Santo Tomás (1814) y se descubrieron los yacimientos auríferos del monte del Aguacate.
Debido a su fallecimiento, el mando de la provincia recayó en don Ramón Jiménez y Robredo, teniente de gobernador.
El 8 de octubre de 1818 el rey don Fernando VII había nombrado para sucederle a don Bernardo Vallarino y Targa, quien murió con su esposa en un naufragio en el río Magdalena mientras viajaba a Costa Rica. Debido a ello la Audiencia de Guatemala nombró como gobernador interino a don Juan Manuel de Cañas Trujillo y Sánchez de Madrid.
- Datos: Q5953168